# Lady Made
Lady Made è il secondo album del gruppo musicale power metal giapponese Cyntia. È stato pubblicato nel 2013 dalla casa discografica Victor Entertainment. È composto da dodici brani dei quali l'ultimo, メロリィ, è una bonus track presente nell'edizione regolare dell'album. Sono state pubblicate anche due edizioni limitate nelle quali è assente la bonus track. Al posto di essa, in una edizione è presente un bonus DVD e nell'altra un booklet. Le copertine di tutte e tre le edizioni sono diverse tra loro.

## Tracce
1. 深愛エゴイズム - 04.55
2. I Will - 04.04
3. IV - 04.30
4. Fly Away - 04:20
5. Chilly Nights - 04.16
6. Lady Made - 03.32
7. Jewel Stars - 05.24
8. 箱庭のイデア - 04.49
9. Wish - 05.32
10. Raison d'etre - 04.49
11. 睡蓮と蝶 - 05.49
12. メロリィ - 04.29 (Bonus track)